# Armata 1 Canadiană
Armata 1 Canadiană (în franceză 1re Armée canadienne) a fost o armată de câmp și o formație a Armatei Canadiene în Al Doilea Război Mondial în care au fost repartizate majoritatea elementelor canadiene care servesc în Europa de Nord-Vest. A servit pe Frontul de Vest din iulie 1944 până în mai 1945. A fost prima și, până acum, singura armată de câmp din Canada.

## Comandanți
- Andrew McNaughton (comandant, începutul lui 1942 – 21 decembrie 1943)[2]
- Kenneth Stuart (comandant interimar, 21 decembrie 1943 – 20 martie 1944)[3]
- Harry Crerar (comandant, 20 martie 1944 – vara 1945)[2]
- Guy Simonds (comandant interimar din 28 septembrie până la 7 noiembrie 1944)[2]